# Stenotritus splendidus
Stenotritus splendidus är en biart som först beskrevs av Rayment 1930.  Stenotritus splendidus ingår i släktet Stenotritus och familjen Stenotritidae. Inga underarter finns listade i Catalogue of Life.